# Fluted Peak
Der Fluted Peak (englisch für Gerillte Spitze) ist ein von Rillen zerfurchter und verschneiter Berggipfel in der antarktischen Ross Dependency. Im Königin-Maud-Gebirge ragt er am südöstlichen Ausläufer des Roberts-Massivs auf. Als einzig verschneite Erhebung des Massivs ist er aus südlicher Blickrichtung eine weithin sichtbare Landmarke.
Teilnehmern einer von 1961 bis 1962 dauernden Kampagne im Rahmen der New Zealand Geological Survey Antarctic Expedition gaben ihm seinen deskriptiven Namen.